# Osiotr (rzeka)
Osiotr (ros. Осётр) – rzeka w europejskiej części Rosji o długości 228 km. Przepływa przez obwód tulski i moskiewski, jest prawym dopływem Oki. Powierzchnia zlewni wynosi 3480 km².